# Аква-Ібом
Аква-Ібом (англ. Akwa Ibom) — штат в Нігерії. Адміністративний центр штату — місто Уйо з населенням понад 500 тисяч жителів.
У штаті народився відомий боксер Пітер Семюел, чемпіон світу у важкій вазі.

## Географія
Розташований на узбережжі в південно-східній частині країни і лежить між 4° 321 і 5° 331 північної широти. На сході межує зі штатом Крос-Ривер, на заході зі штатами Риверс і Абія, на півдні з Крос-Ривер і Атлантичним океаном.

## Історія
Люди штату Аква-Ібом разом з іншими членами старого королівства Calabar були першими в 1200—1500 роках до н. е., досягли місць, відомих зараз як Нігерія.
Штат Аква-Ібом був утворений зі штату Крос-Рівер 23 вересня 1987 року.

## Населення
Аква-Ібом один з 36 нігерійських штатів з населенням понад 5 млн осіб і більше ніж 10 млн діаспорою. Поряд з англійською, основними розмовними мовами тут є ібібіо, аннанг і орон.

## Важливі міста
Уйо, який є адміністративним центром штату, а також Eket, Ikot Ekpene, Oron, Abak, Ibeno, Ikot Abasi, Mkpat-Enin, Ukanafun, Etinan.

## Адміністративний поділ
Адміністративно штат ділиться на 31 ТМУ:
| - Abak - Eastern-Obolo - Екет - Esit-Eket - Essien-Udim - Etim-Ekpo - Etinan - Ibeno - Ibesikpo-Asutan - Ibiono-Ibom - Ika - Ikono - Ikot Abasi - Ikot-Ekpene - Ini - Itu |  | - Mbo - Mkpat-Enin - Nsit-Atai - Nsit-Ibom - Nsit-Ubium - Obot-Akara - Okobo - Onna - Oron - Oruk-Anam - Udung-Uko - Ukanafun - Uruan - Urue-Offong/Oruko - Уйо |

## Економіка
Він був утворений в 1987 році з колишнього штату Крос-Рівер і в даний час виробляє найвищу кількість газу і нафти в країні. У штаті є міжнародний аеропорт AKIA і 2 основних морських порти Атлантичного океану, а також запропоновано будівництво морського порту Ibaka (Oron Nation) за міжнародними стандартами.